# Bryan-Gletscher (Palmerland)
Der Bryan-Gletscher ist ein Gletscher an der Lassiter-Küste im Osten des Palmerlands auf der Antarktischen Halbinsel. Er fließt entlang der Ostflanke der Werner Mountains zum Douglas-Gletscher, den er bei der Einmündung in das New Bedford Inlet erreicht.
Der United States Geological Survey kartierte ihn anhand von Vermessungen und Luftaufnahmen der United States Navy aus den Jahren von 1961 bis 1967. Das Advisory Committee on Antarctic Names benannte ihn 1968 nach Terry E. Bryan, Glaziologe auf der Byrd-Station im antarktischen Summer von 1966 bis 1967.